# Rena Kornreich Gelissen
Rena Kornreich Gelissen (ur. 24 sierpnia 1920 w Tyliczu, zm. 8 kwietnia 2006 w Connecticut) – polska Żydówka, znana ze swojej autobiografii, Rena's Promise: A Story of Sisters in Auschwitz — historii przetrwania w nazistowskim obozie koncentracyjnym.